# Kovácsné Csávássy-Fekete Mária
Kovácsné Csávássy-Fekete Mária, född 1798, död 1874, var en ungersk skådespelare och operasångare.
Hon tillhörde pionjärensemblen vid Nationalteatern, Budapest, när den invigdes 1837. Hon var en uppskattade scenkonstnär inom komiska gumroller. 